# Estación Ōtsuka-Ekimae
La estación Otsuka-Ekimae (大塚駅前停留場 Ōtsuka-Ekimae-teiryūjō?) de la línea Toden Arakawa, pertenece al único sistema de tranvías de la empresa estatal Toei, y está ubicada en el barrio especial de Toshima, en la prefectura de Tokio, Japón.

## Otros servicios
- JR East
  - Línea Yamanote: estación Otsuka
- Toei Bus
  - Línea 2: hacía estación Kinshichō
  - Línea 60: hacía el Parque Ueno
  - Línea 60: hacía la estación Ikebukuro

## Sitios de interés
- Parque Otsukadai
- Iglesia Sugamo
- Parque Minamiotsuka
- Estación policial de Sugamo